# Analyse institutionnelle
 (septembre 2020).
Si vous disposez d'ouvrages ou d'articles de référence ou si vous connaissez des sites web de qualité traitant du thème abordé ici, merci de compléter l'article en donnant les références utiles à sa vérifiabilité et en les liant à la section « Notes et références ».
L’analyse institutionnelle est un courant de sociologie critique qui prend naissance à la fin des années 1960 et rassemble des sociologues, des psychosociologues, des psychanalystes et des pédagogues. C'est Georges Lapassade qui introduira l'expression « analyse institutionnelle » en 1962 et sa première définition est le fruit du travail conjoint de Georges Lapassade et de René Lourau.

## Définition et présentation
Dans un document initialement publié en 2007 sur le site de l'association Le Grain et republié dans une version remaniée sur le site de l'association Méta-Éduc, Francis Tilman définit l'analyse institutionnelle (AI) comme étant « une démarche d'analyse qui vise à mettre à jour les rapports de pouvoir réels qui se camouflent sous la fausse banalité de l'évidence ». Autrement dit, « c'est le rôle de l'analyse institutionnelle d'identifier le rapport de pouvoir implicite et sous-jacent à l'ordre des choses. C'est son rôle de mettre en évidence le "non-dit" des réalités se présentant comme allant de soi ». Selon René Lourau, l'« analyse institutionnelle ne prétend pas produire un super-savoir clandestin et mystérieux, plus complet, plus "vrai" que les autres savoirs fragmentaires. Ce qu’elle vise à produire, c’est un nouveau rapport au savoir, une conscience du non-savoir qui détermine notre action »,,.
L’analyse institutionnelle s’intéresse donc à la naissance, aux évolutions et aux dépérissements ou dissolutions des formes sociales et des comportements sociaux. Elle s’intéresse aux jeux de forces et de pouvoir qui participent de ces évolutions. Elle se propose d‘explorer les zones aveugles de la dynamique sociale. L’analyse institutionnelle promeut l’idée selon laquelle analyser et comprendre les situations et les enjeux et rapports de force qui les caractérisent permet de conduire l’évolution de ces situations et d’instituer de nouvelles formes. Elle a pour instrument et pour projet l’ensemble des protagonistes de la situation explorée. Sa méthode, dans la ligne de la recherche-action, est la socianalyse institutionnelle, un dispositif d’analyse collective. Selon Rémi Hess et Antoine Savoye : « L’AI partage avec la tradition de la recherche-action cinq principes : refus de l’objectivité comme but en soi et pour soi ; refus de la séparation stricte entre le chercheur et son objet ; volonté d’établir une relation permanente entre la recherche et le changement ; volonté de faire du processus de recherche un objectif de la recherche elle-même ; désir de mettre à la portée des praticiens les acquis de la recherche scientifique ».
René Lourau donne un sens nouveau au terme « institution », traditionnellement associé à la notion d’établissement, de forme sociale établie. Il articule le concept d’institution en trois moments (sur le modèle de la dialectique hégélienne), mettant ainsi en lumière le processus dialectique d’organisation de la société. L’objet de l’analyse institutionnelle est clairement une pratique, une dynamique.
Georges Lapassade et René Lourau montent et expérimentent à la fin des années soixante un dispositif destiné à produire cette analyse, la socianalyse institutionnelle, destiné à permettre une analyse institutionnelle en acte. Ce dispositif s’adresse plus particulièrement aux situations dans lesquelles une crise commence à poindre. Il a pour objet de permettre à l’ensemble des acteurs de produire eux-mêmes l’analyse, avec l’aide des analystes. Théories et pratiques ne cesseront par la suite de se développer.

## Sources — racines — influences
Si l’analyse institutionnelle est présentée comme l’héritière directe de la psychothérapie institutionnelle et de la  pédagogie institutionnelle, elle se situe cependant à la croisée de nombreux cheminements intellectuels et résulte de rencontres avec d’autres penseurs qui en sont les précurseurs. Georges Lapassade et René Lourau reprennent directement ces réflexions et travaux pour construire leur élaboration : ils récoltent et font fructifier les résultats élaborés par de nombreux chercheurs et praticiens :
- Il y a la voie ouverte par la pédagogie institutionnelle et la psychothérapie institutionnelle dont l’analyse institutionnelle se veut un élargissement sociologique. Ils en récoltent toutes les élaborations théoriques (par exemple, la notion de transversalité élaborée par Félix Guattari). Georges Lapassade fera faire à René Lourau un tour de France des lieux où se pratiquent la pédagogie institutionnelle et la psychothérapie institutionnelle.
- René Lourau est lui-même professeur de lettres, il est marqué par le dadaïsme et le surréalisme. Georges Lapassade est un chercheur philosophe de formation psychosociologique. Ils passeront tous les deux par « Socialisme ou barbarie ». C’est Cornelius Castoriadis qui, à la suite de Jean-Paul Sartre, reprendra les notions d’institué et d’instituant puis y ajoutera l’institutionnalisation. La mode est à l’époque au freudo-marxisme. L'instituant est, pour Cornelius Castoriadis, ce qui vient perturber l'institué dans une relation de réception/altération avec lui. Cornelius Castoriadis nous indique que l'histoire est auto-altération et que de ce fait la société est intrinsèquement histoire en tant qu'alternance perpétuelle entre institué et instituant, ce dernier venant à remplacer le premier et prendre son rôle jusqu'à l'apparition d'un nouvel instituant. C'est là l'essence même de la société, cette décomposition/recomposition répétée à l'infini, et cela nous donne le troisième temps dans la vie d'une organisation, celui qui fait le lien entre instituant et institué : l'institutionnalisation. René Lourau articulera ces notions en trois moments du concept d’institution.
- René Lourau et Georges Lapassade fréquentent aussi l’ARIP[10], fondée en 1959 par des psychosociologues lewiniens : formation aux relations humaines, dynamique des groupes restreints, changement social, intervention dans les entreprises et autres établissements, sont les principaux objets de ces chercheurs praticiens.
- D’autre part, René Lourau et Georges Lapassade se formeront chez Jacques et Maria Van Bockstaele qui ont élaboré avec d’autres chercheurs une méthode d’intervention nommée socianalyse. C’est probablement de là que naîtra l’intérêt de René Lourau pour la cybernétique, Von Foester, la science-fiction, les théories quantiques, les états métastables, etc.
- La naissance de l’Université de Nanterre multiplie les angles d’analyse et les rencontres. Entre 1966 et 1968, l’aliénation est le principal thème de recherches du département de sociologie, sous la houlette d’Henri Lefebvre. Parmi les rencontres intellectuelles et amicales marquantes, citons aussi Jean Baudrillard (sociologue), Eugène Enriquez, Jean Dubost, psychosociologue de l’ARIP, Jean Rouch (ethnologie et cinéma), Maïté Clavel (ethnologue), Pierre Clastres (ethnologue, membre de Socialisme ou barbarie), Françoise Couchard (psychanalyste), François Gantheret (psychanalyste). Le mouvement du 22 mars, acteur de mai 1968, naîtra dans le département de sociologie dirigé par Henri Lefebvre qui dira dans un colloque voir dans l’analyse institutionnelle une continuité en acte du thème qui lui est cher : la critique de la vie quotidienne.

Il y aura aussi le projet autogestionnaire soutenu par les mouvements sociaux de l’époque et traité par Socialisme ou barbarie, avec Y. Bourdet, Corpet.
Outre le surréalisme, l'anarchie fait aussi partie du référentiel affiché.
Tous ces éléments sont constitutifs théoriquement et socialement de l’analyse institutionnelle. Ils constituent sa genèse théorique et sociale.
L’analyse institutionnelle a son ancrage académique à l’université Paris-VIII alors à Vincennes, puis à Saint Denis, à partir de 1973 au département des sciences de l’éducation et une place au département de sciences politiques. Elle y est représentée par René Lourau, Georges Lapassade, Rémi Hess, Antoine Savoye, Patrice Ville, et Valentin Schaepelinck. Un séminaire hebdomadaire ouvert d’Analyse institutionnelle qui se voulait résolument international s’y tiendra de 1976 à 2013 sans discontinuer, regroupant tous les étudiants inscrits en master et doctorat, ou simplement chercheurs intéressés. Le séminaire et ses dispositifs périphériques seront lieu de l’élaboration collective et de développement des recherches du courant. Y passeront de nombreux invités.
La socianalyse institutionnelle dans sa pratique de recherche-action sera développée principalement par le Groupe d’analyse institutionnelle de Paris (le GAI avec Patrice Ville, Antoine Savoye, Laurence Gavarini), par le CRI (Centre de recherches institutionnelles avec Remi Hess, Michel Authier, Lucette Colin), puis au GRETS (Groupe de recherches énergie technologie société à EDF), et plus particulièrement au CAPP (Centre d’analyse des pratiques professionnelles avec Patrice Ville, Christiane Gilon, Dominique Jaillon et Fabienne Fillion).
Les secteurs d’intervention sont les secteurs sanitaires et sociaux, hôpitaux maisons d’enfants, instituts de travailleurs sociaux, centres éducatifs, centrales et parc nucléaires, innovations dans la production de médicaments à base de biodiversité au Brésil, milieux de l’éducation populaire politique en France et en Belgique.
La socianalyse s’est diversifiée en coaching socianalytique (Dominique Jaillon), socianalyse narrative (Renato Curcio en Italie avec Sensibili alle Foglie), cercles de parole (papo di roda de Lucia Ozorio dans les favelas au Brésil) liste non exhaustive.
Le courant de l’analyse institutionnelle sera traversé longtemps de soubresauts, divisions et attaques internes délétères.

### Précisions sur la psychothérapie institutionnelle
L'histoire débute à l'hôpital psychiatrique de Saint-Alban-sur-Limagnole (Lozère) pendant la seconde guerre mondiale. C'est là que le psychiatre catalan Francesc Tosquelles Llaurado (François Tosquelles) développe ce que l'on nommera plus tard la psychothérapie institutionnelle. Notons ici que : (i) l'expression « psychothérapie institutionnelle » n'est apparue pour la première fois qu'en 1952 dans l'article « La psychothérapie institutionnelle française » (publié dans la revue Anais Portugueses de Psiquiatria) de Georges Daumezon et Philippe Koechlin ; (ii) cette pratique psychiatrique s'est mise en place peu à peu à différents endroits sans forcément de concertation entre les différents protagonistes mais il est de coutume de citer le travail de F. Tosquelles à Saint-Alban comme point de départ.
Militant du POUM et condamné à mort à ce titre par le régime de Franco, François Tosquelles fuit l'Espagne en 1939. Après un passage par le Camp de Septfonds il arrive à l'hôpital de Saint-Alban, qui porte aujourd'hui son nom, en 1940 ou 1941. Situé en région montagneuse et isolé géographiquement, l'hôpital de Saint-Alban est un lieu idéal où viennent se réfugier de nombreux résistants et clandestins. Parmi eux, des intellectuels, des médecins et des hommes de lettres tels que Paul Éluard, Tristan Tzara, Gaston Baissette ou Georges Canguilhem. La rencontre de ces individus issus d'horizons divers mais unis dans une même volonté de résistance à l'occupant nazi et les conditions difficiles imposées par la guerre amène François Tosquelles à s'interroger sur et à remettre en cause les conditions d'accueil et de traitement des patients de l'hôpital. À ce propos, Jean Oury dira que « les hôpitaux gardaient, en général, une structure concentrationnaire ». C'est cette prise de conscience que l'institution elle-même engendre un mal-être chez les patients qui marque les débuts de la psychothérapie institutionnelle.
Faisant siens les mots de Simon Hermann selon qui « il faut soigner l'hôpital avant de soigner les gens » et ceux de Jacques Lacan pour qui « le discours du psychotique a un sens » François Tosquelles imagine un dispositif permettant de questionner l'institution hospitalière. Avec Lucien Bonnafé, médecin psychiatre et résistant réfugié à l'hôpital de Saint-Alban où il devient chef de service avant d'en prendre la direction, ils introduisent l'idée d'un secteur de psychiatrie dont le but serait de redéfinir les relations entre les patients, le personnel soignant et le monde extérieur sur les bases de pratiques d'une psychiatrie égalitaire et communautaire. L'hôpital est alors le lieu d'une redéfinition sans précédent des relations entre les patients, le personnel soignant et la population de Saint-Alban. En particulier, tous s'organisent pour assurer l'approvisionnement en nourriture de l'hôpital ce qui restera un cas unique.
Dès ses débuts la psychothérapie institutionnelle s'inscrit à la rencontre de deux domaines que tout semble pourtant séparer : le marxisme et la psychanalyse. Le point commun entre l'œuvre de Karl Marx et celle de Sigmund Freud est l'aliénation, sociale dans le premier cas, psychopathologique dans le second. La pédagogie selon la méthode de Célestin Freinet et, plus tard, les techniques de groupe nord-américaines (Kurt Lewin, Jacob Levy Moreno) font aussi partie du cocktail de référence utilisée par la psychothérapie institutionnelle. La Société du Gévaudan » est alors créée par Tosquelles, Lucien Bonnafé, Paul Balvet (alors directeur de l'hôpital) et André Chaurand. À la fois groupe de réflexion, organe de résistance et club de copains, la « Société du Gévaudan » jette les bases de cette nouvelle pratique de la psychiatrie dans laquelle « soins, recherche et formation » sont intégrés dans une démarche collective.
Ce courant de rénovation né à Saint-Alban pendant la guerre, largement diffusé et valorisé, va essaimer et se poursuivre ailleurs, notamment à la clinique de La Borde à Cour-Cheverny (Loir-et-Cher), fondée en 1953 par Jean Oury. Notons que cette révolution des pratiques de la psychiatrie n'est pas restreinte à la France comme en témoignent les travaux de Ronald Laing, David Cooper et Aaron Esterson au Royaume-Uni ou ceux de Franco Basaglia en Italie par exemple. La vie quotidienne de la clinique de La Borde, à commencer par sa fondation racontée par Jean Oury dans un entretien donné au journal Libération en 1998, illustre bien la philosophie sous-jacente aux pratiques de la psychiatrie institutionnelle et fait de La Borde un lieu exemplaire de psychothérapie institutionnelle. Le travail effectué par Jean Oury et l'ensemble de la communauté de La Borde, à contre-courant des pratiques psychiatriques conventionnelles, confère rapidement à la clinique une renommée d'abord nationale puis internationale. Parmi les nombreux psychiatres et infirmiers venus travailler pour un temps plus ou moins long à La Borde, nous retiendrons ici Félix Guattari.
Psychanalyste et philosophe, proche de Jean Oury et de son frère Fernand Oury, Félix Guattari a travaillé toute sa vie à la clinique de La Borde. Après sa participation au Groupe de travail de psychothérapie et de sociothérapie institutionnelles entre 1960 et 1966 avec notamment Jean Oury et François Tosquelles, il fonda le Centre d'études, de recherches et de formation institutionnelles (CERFI), collectif de recherche en sciences humaines actif de 1967 à 1987 et dont la communication était assurée par la revue Recherches.
Félix Guattari a introduit plusieurs concepts fondamentaux en analyse institutionnelle tels que ceux d'analyseur, de transversalité et d'opposition groupe-sujet/groupe-objet. Il partage, avec Georges Lapassade, la paternité de l'analyse institutionnelle au sens où nous l'entendons dans cet article. Notons que l'emploi de l'expression « analyse institutionnelle » n'est pas courant en psychothérapie institutionnelle, du moins à ces débuts. De plus, le terme « institution » y désigne un établissement particulier alors que les développements ultérieurs de l'analyse institutionnelle désigneront par ce même terme la dialectique entre une « forme sociale établie » (l'institué) et les processus par lesquels une société s'organise (l'instituant).

### Précisions sur la Socianalyse institutionnelle
Cette méthode d’intervention est directement issue du dispositif mis au point par Jacques et Maria van Bockstaele.
Cela commence par une commande qui consiste à faire appel à des intervenants extérieurs pour résoudre une crise, un conflit, dénouer un blocage.
Les intervenants poseront à leurs clients pendant l’intervention une question lancinante qui est : « pourquoi avez-vous fait venir des socianalystes ? Qui les a fait venir ? Pour quoi faire ? Pourquoi eux ? Pourquoi maintenant ? ». Un dispositif est proposé pour mener l’enquête sur ce thème, en rassemblant tous les protagonistes nécessaires.
En intervention, dans l’assemblée ainsi constituée, les intervenants procèdent à un repérage et un travail d’utilisation de tous les analyseurs qui émergent dans la situation d’intervention. Ils mènent une exploration systématique des positions antagoniques que ces analyseurs révèlent.
Pour gagner sa légitimité, le staff de socianalystes garantit aux participant-e-s que toute question posée par chacun-e sera explorée, et que l’on se servira des savoirs comme des visions subjectives de chacun-e.
Le socianalyste est donc un sociologue qui renonce aux modalités hypothético-déductives pour se mettre au service des visions et hypothèses des acteurs sociaux qui l’ont fait intervenir (commanditaires) ainsi que des visions et hypothèses émises par celles et ceux qu’il rencontre pendant l’intervention.
C’est un renversement similaire à celui qu’ont réalisé, bien avant les sociologues, les tenants de la psychothérapie institutionnelle et de la pédagogie institutionnelle.
L’analyse institutionnelle consiste, en intervention, en l’analyse de l’institution de l’analyse dans l’établissement qui a passé commande d’une intervention.
Selon Rémi Hess et Antoine Savoye, « l’institutionnaliste est un humaniste qui croit profondément au pouvoir de l’individu de tenir tête à la réification et à l’aliénation que produit l’institué », c'est-à-dire que l'institutionnaliste cherche à donner aux individus par l'analyse des institutions les moyens de s'opposer à l'institué en ce sens que l'institué est, d'une part, le groupe bien organisé et régi par des règles immuables (réification) et, d'autre part, l'illusion collective à laquelle s'abandonnent, ou dans laquelle se noient, les membres du groupe oubliant ainsi leur individualité (aliénation).
Le modèle de socianalyse institutionnelle élaboré par Georges Lapassade et René Lourau est pratiqué depuis la fin des années 1960. Il a été réélaboré pour faire face à diverses situations ne permettant pas une AG dans une salle (invention des réseaux socianalytiques par exemple, fonctionnant 24h/24 par un forum électronique). Les milieux où ce modèle a été pratiqué vont des secteurs sanitaires, sociaux, socioéducatifs, au secteur industriel (parc nucléaire), agroécologique (Brésil Redesfito), ou encore le secteur de l’éducation populaire politique. D’autres modalités socianalytiques ont aussi vu le jour (socianalyse narrative,; Papo di roda; coaching socianalytique) et continuent toujours d’être pratiquées.
Des formes plus ou moins éphémères ont été proposées et parfois pratiquées, comme l’analyse interne qui a soulevé beaucoup d’objections. Beaucoup de ces formes proposées dans les années 1980 ne semblent plus exister aujourd’hui.

## Les trois moments du concept d’institution
Avant les recherches de René Lourau et Georges Lapassade au début des années soixante, le terme « institution » recouvrait des réalités très différentes suivant le contexte dans lequel il était employé, rendant la notion confuse. Néanmoins l'ensemble de ces significations différentes pouvaient déjà se partager en deux familles distinctes.
D'un côté, et suivant une tradition juridique (héritée de Maurice Hauriou et de George Renard) et sociologique (héritée de Émile Durkheim), on peut comprendre le mot « institution » comme « des phénomènes sociaux, impersonnels et collectifs, présentant permanence, continuité, stabilité ». Cette définition fait de l'institution un « ordre, supérieur aux individus et aux groupes, qui assure la cohésion sociale, réalise l'intégration et fonde la pérennité de la société ». On distingue d'un côté les normes et obligations de comportement, ce que Maurice Hauriou nomme les institutions inertes (par exemple le règlement d'une école, les règles de bienséance, etc.), et les groupes organisés, que Maurice Hauriou nomme les institutions vivantes (le service de chirurgie d'un hôpital, une central syndicale, etc.).
D'un autre côté, et suivant une tradition héritée de Jean-Jacques Rousseau, on peut comprendre le mot « institution » comme « une force, une énergie sociale, le produit d'un contrat social ». On s'intéresse cette fois non plus aux formes mais aux processus.
Ces travaux cités ci-dessus ont certes été consultés par Lourau pour sa thèse (Hauriou, Durkheim…), mais ils ne donnent pas la définition nouvelle du concept d’institution selon l’AI. Le profond et fructueux basculement paradigmatique de l’Analyse Institutionnelle, c’est d’avoir défini l’institution non pas comme un établissement, une entité, ni un système de règles mais comme un processus dialectique, et d’avoir dépassé les définitions juridiques et sociologiques classiques.
Ce basculement a été parachevé par René Lourau dans sa thèse de doctorat (1969) ; mais il aura été préparé par les travaux communs de Georges Lapassade et René Lourau à partir de leurs interventions socianalytiques entre 1962 et 1965, qu’ils appellent leurs « enquêtes-interventions », leurs « recherches actives ».
Georges Lapassade définit l’intervention comme une action dans une organisation sociale en vue de faciliter certains changements sur la demande de cette organisation. Dans « Groupes, Organisations, Institutions », paru en 1967 chez Gauthier Villars, Lapassade commence par souligner l’importance de l’analyse des dimensions institutionnelles. Il amorce la transformation de la définition de l’institution, en expliquant que le socianalyste connaît le groupe en facilitant son organisation à la suite d'une commande d’action qu’il a reçue de ce groupe (page 291). La parole sociale surgit alors, dans le champ ouvert par la socianalyse. Les représentations sociales sont donc saisies à partir d’une pratique sociale. En s’organisant, le groupe dit ce qu’il est et ce qu’il peut devenir. Et en même temps sa manifestation est réprimée par d’autres forces du champ social. Lapassade souligne que « la connaissance n’est qu’un bénéfice secondaire de l’intervention ». Lapassade montre que l’institution existe au niveau de l’inconscient du groupe (p 131). Pour autant, Georges Lapassade appelle encore « institution » les groupes sociaux officiels, les entreprises, les écoles, les syndicats…Il distingue les institutions internes (mécanismes de pouvoir internes au groupe) et les institutions externes (mécanismes de pouvoir qui s’exercent sur le groupe). Alors que René Lourau ira plus loin dans sa propre thèse en posant que les organisations représentent le moment de l’unité négative (la singularité), où l’organisation est littéralement hypostasiée (phénomène par lequel on prend une idée pour un fait, une réalité). L’institution est un concept dialectique caractérisé par trois moments (trois forces) agissant conjointement.
René Lourau s'inspire de la dialectique décrite par Hegel dans son introduction au Principes de la philosophie du droit pour définir son concept d’institution. Hegel distingue trois moments (compris dans le sens d'une force, d'un mouvement [das moment] et non d'une durée temporelle [der moment]) : l’universalité, moment de l’unité positive ; la particularité comme moment de la négation de l’universalité (la partition est une mise en question de l'unité) ; la singularité, moment de négation de la négation (cela fabrique de l’unique, de l’un, c’est une force de conjonction). Chacun de ces trois moments est à la fois la négation et l'affirmation des deux autres moments (un tout suppose des parties ; une partie n’existe que par rapport au tout. La conjonction suppose des parties et suppose un tout, etc.). Pour René Lourau, l'institué, l"instituant, l'institutionnalisation, sont les trois moments dialectiques du concept d'institution. Il est important de noter que ces trois moments du concept d’institution ne sont pas trois temps se succédant diachroniquement, mais trois forces de mouvement agissant et pesant simultanément.

### L'institué
L'institué c'est la force du déjà là, du présent, de la norme, de l’habituel ; c'est l'ordre en place. Il a une portée générale qui concerne l'ensemble de l'organisation ou un sous-ensemble important. Dans un groupe il y a toujours un pouvoir qui est en place ; il garantit l'ordre et le fonctionnement du groupe en édictant les règles et les lois. Il ne faut pas y voir qu'un côté négatif, les normes et les lois étant nécessaires pour rendre la vie en groupe et en société possible. C'est aussi la manière dont le groupe se donne à voir à l'extérieur, à travers une culture, une idéologie dominante. Les membres du groupe font alors partie d'une illusion collective (c'est plus que de l'adhésion, c'est du consensus). Cela a aussi à voir avec l'universalité ; le groupe pense que sa représentation du monde est universelle.
Par exemple, l'institué est la grille horaire de l'école ou le mode de planification habituel de la leçon faite par le professeur dans sa classe.

### L'instituant
L'instituant c'est la force du devenir, de l’opposition au présent. C'est la négation, la remise en question de l'ordre des choses sous la poussée des particularités individuelles ou de certains facteurs sociaux au sein d'une organisation. C’est souvent en fonction d’un besoin particulier que l’institué est contesté. C'est la contestation sous toutes ses formes. Attention cependant, l'instituant ne signifie pas uniquement de protester et n'a rien à voir avec les éternels râleurs ou les antisociaux. C'est la force de contestation de l'ordre institué qui se manifeste en faisant tomber les masques d'universalité, de pérennité et de vérité, dont celui-ci s'est paré. Dans un groupe on constate que les idées novatrices proviennent souvent de revendication voire de contestation de l'ordre établi. L’instituant est le moment de la capacité d’innovation, de la contestation de l’ordre établi. C'est la particularité. C'est le fait qu'on prenne conscience progressivement, que dans les groupes sociaux les gens n'ont pas les mêmes valeurs, la même histoire, les mêmes désirs. Finalement ce groupe qui se présente comme unitaire est contradictoire. La particularité s'oppose à l'universalité.
Par exemple, l'instituant est une autre manière, « sauvage » de vivre le temps scolaire : regroupement horaire, travail des enseignants en duo, absentéisme.

### L'institutionnalisation
L'institutionnalisation c'est la force de l’intégration du futur au présent, de l’utopie. C'est une force de négation de la lutte instituant institué correspond à l'intégration, à la récupération, à la normalisation de l'instituant. La contestation devient la nouvelle norme. Les principes et les pratiques de l'opposition sont érigés en règle. C’est la normalisation dans les deux sens du mot : ou bien les revendications sont reconnues, négociées et intégrées dans l’institué ou bien les revendications sont récupérées et normalisées par l’institué pour éteindre le conflit. Les forces instituantes ont contesté l'ordre institué ; elles vont proposer un nouvel ordre institutionnel (de nouveaux rapports et de nouvelles règles). Pour que l'institution continue à exister il faut reconstituer un nouvel ordre, qui sera de nouveau un ordre institué. C'est un mouvement permanent. Ce nouvel ordre va utiliser ces forces pour constituer un ordre nouveau et renier cette particularité, cette dimension contestataire. Notons que quand le pouvoir est arbitraire l’instituant peut être tout simplement éliminé.
Par exemple, l'institutionnalisation est une nouvelle organisation officielle de la classe recommandée par les conseillers pédagogiques, un nouveau mode de travail inspiré des revendications exprimées par l'instituant. Dans ce cas ce sont les autorités qui poussent à la modification des pratiques.
Il faut considérer ces forces comme agissant de manière synchrone, mais bien évidemment ce jeu de force est aussi inscrit diachroniquement dans un processus? et là on aboutit à des phases d'institutionnalisation.
Ainsi donc pour René Lourau, l'institution est un concept plus qu'une entité. Même si elle peut parfois s'incarner dans un établissement particulier, elle est avant tout le produit de la lutte permanente entre l’instituant et l’institué comme l'a montré Cornelius Castoriadis. René Lourau propose ainsi une articulation des trois moments du concept d'institution s'appuyant sur la logique dialectique de Hegel :
- l'institué c'est l'universel—l'ordre établi, les valeurs, la norme ;
- l'instituant c'est la négation de cet universel—à la fois la contestation et la capacité d'innovation ;
- l'institutionnalisation c'est l'intégration, la récupération, la normalisation de l'instituant—la déviance devient tendance et la contestation prend une nouvelle forme[6].

## Les trois niveaux de l'analyse institutionnelle
Dans Groupes, organisations, institutions, Georges Lapassade décrit les trois niveaux de l'analyse institutionnelle. Voici une réécriture de ce texte. Le premier niveau est celui du groupe. On définira ainsi le niveau de "la base", et de la vie quotidienne. L'unité de base, c'est l'atelier, le bureau, la classe. C'est à ce niveau que se situait la pratique socianalytique de l'intervention à ses débuts. À ce niveau du système social, déjà, l'institution : dans les découpages horaires, les cadences, les normes de travail, les systèmes de contrôle, les statuts et les rôles dont la fonction est de maintenir l'ordre, d'organiser l'apprentissage et la production. Mais aussi dans les contestations, les subversions, les désertions, les pratiques de dérision (...) C'est à ce même niveau de base qu'il faut situer la famille, l'institution de l'affectivité et de la sexualité, l'organisation exogamique des sexes, la première division du travail, la première forme de la relation entre les sexes, les âges, les générations. (...) Le second niveau est celui de l'organisation. C'est le niveau de l'usine dans sa totalité, de l'universalité, de l'établissement administratif. C'est à ce niveau de l'organisation, groupe de groupes régi lui-même par des normes, que se fait la médiation entre la base ("la société civile") et l'État. Pour nous, c'est un second niveau institutionnel : niveau des appareils, des relais, de la transmission des ordres ; niveau de l'organisation bureaucratique. À  ce second niveau les institutions prennent déjà des formes juridiques. Le troisième niveau est celui de l'institution. (...) (P)our Durkheim (...) les institutions définissent tout ce qui est établi, c'est-à-dire, dans un autre langage, l'ensemble de l'instituté. Le troisième niveau, en réalité, c'est celui de l'État, qui fait la Loi, qui donne aux institutions force de loi.

### Groupe
L'analyse institutionnelle distingue deux types de groupe suivant leur organisation et ce qui les rassemble.

#### Le groupe-objet
Il est défini formellement par l'institution. C'est un groupe qui ne dispose pas d'autonomie mais qui, au contraire, est déterminé par une caractéristique externe. Il est relativement peu contestataire dans la mesure où il n'a pas conscience qu'il constitue un regroupement d'individus partageant un intérêt commun et ayant la possibilité d'influencer les décisions et surtout de transformer la manière habituelle de faire. Il s'identifie généralement à l'institution et constitue un de ses rouages de fonctionnement.

#### Le groupe-sujet
Il émerge du groupe-objet lorsque les membres du groupe, à l'occasion d'un événement particulier, se mettent, ensemble, à dépasser cette situation de détermination d'une appartenance et se mettent à faire émerger la transversalité du groupe, c'est-à-dire tout ce que les membres du groupe peuvent être en dehors de l'appartenance commune à leur groupe. Ce groupe devient alors capable d'une autonomie dans l'action, menée à partir de sa volonté propre (au moins partiellement). Il est conscient des contraintes externes qui pèsent sur lui mais aussi du poids de l'institué, c'est-à-dire de l'intériorisation par chacun de ses membres des règles de fonctionnement de l'institution. Il choisit en toute lucidité de s'écarter du mode de fonctionnement habituel. Il veut des choses par lui-même et s'estime assez mûr pour être son propre arbitre. Il commence à exister en tant que groupe indépendamment des règles extérieures qui le caractérisent, à avoir des objectifs particuliers, à organiser son travail et à définir sa stratégie à partir de considérations internes et propres à ses membres. Il tend vers l'autogestion.

### Institution
Déjà présenté ci-dessus.

## La motivation à l'agir institutionnel
Cette contestation de l'institué par l'instituant est ce que l'on nomme l'agir institutionnel. Mais avant de pouvoir contester l'institué, l'instituant doit émerger au sein du groupe. Se pose alors la question de savoir ce qui pousse un individu ou un groupe d'individus à vouloir contester l'ordre établi ainsi que ce qui lui permet de le faire. Les notions de transversalité, d'imaginaire social, d'aspiration et d'attente permettent de répondre à cette question.

### La transversalité
Dérivé de l'adjectif « transversal » (signifiant « qui traverse, est en travers (par rapport à un axe principal) »), le terme « transversalité » a été introduit dans le domaine des sciences humaines et sociales, et plus particulièrement dans celui de la psychiatrie, par Félix Guattari dans un article éponyme de 1964 et figurant dans le recueil Psychanalyse et transversalité (voir aussi). La transversalité désigne le fait, pour les membres d'un groupe institutionnel donné, d'appartenir à d'autres groupes. Disposant de références autres que celles en vigueur dans le groupe institutionnel, ses membres peuvent être amené à mieux comprendre comment fonctionne ce groupe et éventuellement à en modifier l'organisation et le fonctionnement. La métaphore utilisée par Félix Guattari pour expliquer ce concept de transversalité est celle de chevaux dans un champ et munis d'œillères réglables. Le coefficient de transversalité est alors le réglage de ces œillères. La circulation des chevaux sera d'autant plus aisée que les œillères seront ouvertes et ceux-ci seront d'autant moins soumis à l'autorité qui s'exerce sur eux. Découvrant leur existence réciproque, ils pourront alors se reconnaître et prendre conscience du groupe qu'ils forment.
Cette notion de transversalité est donc à comprendre à la fois par opposition à celle de verticalité, c'est-à-dire l'organisation hiérarchique du groupe, et par opposition à celle d'horizontalité, c'est-à-dire l'appartenance à un même groupe distinct des autres groupes. C'est la découverte de la transversalité au sein d'une institution qui permet au groupe-objet (définit de façon externe par l'institution et s'identifiant à elle) de se constituer en groupe-sujet (autonome dans l'action et conscient des contraintes externes qui pèsent sur lui et du poids de l'institué).

### L'imaginaire social
L'imaginaire social désigne l'ensemble des images mentales qu'un individu ou un groupe d'individus partageant des caractéristiques communes ont de l'idéal social qu'ils voudraient voir se réaliser. Il suscite de ce fait des demandes et des revendications de la part des individus, c'est-à-dire des souhaits explicites et précis de changement.
Selon René Barbier, « La société, dans le déroulement de sa propre histoire, et à partir des changements dans sa base technico-économique, des rapports de force entre les groupes et les fractions de classes sociales qui cherchent à asseoir leur hégémonie, mais également de phénomènes naturels et cosmiques sur lesquels nul n'a de prise, engendre sans discontinuer un magma de significations imaginaires sociales, s'imposant à tous dans une méconnaissance instituée. Toutes les institutions sont porteuses de cet imaginaire social qui constitue également ce que l'on appelle "la culture" d'une société. L'idéologie n'est que la part rationalisée et rationalisable de l'imaginaire social. Les institutions sont des réseaux symboliques, constitués comme "bains de sens" pour les agents sociaux. Elles tissent une matrice dans laquelle les "habitus" naissent et s'imposent à tous ceux qui sont soumis à leur violence symbolique. L'habitus est un schème générateur de structures conformes à la logique de la structure d'inculcation (phénomène de reproduction). L'habitus conduit les destinataires légitimes à avoir les mêmes "goûts", les mêmes attirances, les mêmes "dégoûts" et répulsions, sans qu'ils soient conscients de la façon dont ils ont été moulés ainsi dans et par les institutions appropriées depuis la naissance jusqu'à la mort. Pourtant l'habitus n'est jamais totalement réussi dans les sociétés contemporaines habitées par des phénomènes de différenciation culturelle. […] L'habitus est toujours plus ou moins "raté ". Il présente des failles par où s'infiltrent des dynamiques de forces instituantes. Cette logique résulte d'une cohérence entre les relations conceptuelles de l'habitus, de l'institution et de l'imaginaire social dans la perspective de C. Castoriadis. Au niveau des groupes et des classes sociales, cela donne un processus conflictuel entre ce qui est de l'ordre de l'institué et de l'ordre de l'instituant dans chaque institution. Cette lutte entre l'instituant et l'institué reflète la dialectique même de l'imaginaire social qui est à la fois leurrant et créateur. Cette conceptualisation de l'imaginaire social et de ses retombées institutionnelles et personnelles (par l'habitus) représente une synthèse des œuvres de C. Castoriadis, des théoriciens de l'Analyse Institutionnelle (Lourau/Lapassade) et de la sociologie de Pierre Bourdieu ».

### L'aspiration
Tension non consciente vers un état meilleur, elle ne s'exprime pas de façon claire surtout chez ceux dont la maîtrise de la parole est faible. Existe plus par sa traduction en actes que par sa formulation verbale.

### L'attente
Espoir implicite, mal perçu, qui ne peut dire son nom. Elle se situe au niveau latent sans encore se traduire en acte.

## L'analyseur
Moyen privilégié par l'analyse institutionnelle pour mettre à jour le pouvoir implicite. Il s'agit d'un événement qui fait apparaître le non-dit de l'institution. Il oblige les forces et les intérêts en concurrence au sein d'une institution, et jusque-là occultés, à se révéler. L'analyseur peut être naturel quand il survient dans la vie d'une organisation sans avoir été provoqué à des fins d'analyse ou construit quand il est mis en place volontairement pour créer une tension qui forcera chacun à révéler son jeu.

## Le dérangement
Est ce qui déclenche les effets analyseurs. Ainsi une socianalyse est un analyseur construit à partir d'un principe de dérangement de l'organisation sociale cliente.

## Les modes d'action

### Mode d'action institutionnelle
Mode d'action qui utilise les possibilités offertes par l'organisation. C'est celui qui s'exerce à travers les instances mises en place par les règles de l'organisation (même s'il s'appuie parfois sur les articles réglementaires généralement méconnus ou laissés dans l'ombre). C'est l'action légale qui se situe dans le cadre de l'institué. Selon René Lourau le mode d'action institutionnel caractérise « toute pratique dont les effets, sinon les intentions ou l'accompagnement idéologique, s'intègrent dans le fonctionnement de l'institué ou le renforcent tout en s'opposant apparemment à lui ». C'est donc une logique, avouée ou non, de collaboration. René Lourau rappelle que ce mode d'action a été mis en pratique et partiellement théorisé par les première et deuxième Internationales en préconisant la création d'un réseau de contre-institutions ouvrières destinées à combattre le capitalisme sur son terrain (la production). Il précise plus loin que le vocabulaire employé dans les luttes sociales contribue à obscurcir le débat en opposant des « organisations révolutionnaires dont l'essentiel de l'activité suit le mode d'action institutionnelle » à des « organisations qui s'efforcent d'aller au-delà de l'action institutionnelle tout en ayant conscience des imbrications quasi perpétuelle entre les différents modes d'action ».

### Mode d'action anti-institutionnelle
Mode d'action caractérisé par les actions menées frontalement contre l'institution et ses lois de fonctionnement : ces dernières sont refusées. Selon René Lourau, « ce mode recouvre au moins deux modes d'action stratégiquement convergents mais tactiquement différents »  L'action non-institutionnelle s'oppose à l'institué en le rejetant quand l'action contre-institutionnelle lui oppose un contre-projet.
René Lourau précise que « (l)'illégalité clandestine et la lutte armée sont plus nettement non-institutionnelles que l'illégalité manifeste ou que les manifestations de rue violentes », ces dernières se rapprochant plus de l'action contre-institutionnelle car elles portent une revendication actée ici et maintenant. Il émet cependant des réserves quant à cette classification qu'il qualifie de provisoire « et qui ne saurait être utilisable (opératoire) qu'à la condition de dialectiser, au sens fort du terme, ses divers termes ». De là il formule une violente critique des organisations révolutionnaires qui, au nom de l'efficacité, reproduisent l'ordre qu'elles prétendent combattre et subordonnent la création d'un monde meilleur à cet ordre institué qu'elles reproduisent sans vouloir (pouvoir ?) le voir.

#### Mode d'action contre-institutionnelle
Il qualifie les actions menées à côté de l'institué : ce sont les pratiques alternatives au sein de l'organisation. Par exemple l'utilisation d'un système d'évaluation alternatif, un travail d'équipe non prévu par la direction autour d'un projet qui n'a pas l'assentiment directe de la direction.

#### Mode d'action non-institutionnelle
Mode d'action caractérisé par des formes de lutte officiellement institutionnalisées mais débordant des limites juridiques imposées par l'institution. Par exemple, la grève dite sauvage, l'activité qui transgresse la loi par le vol, l'attentat, le crime, etc mais aussi la non-participation, l'absentéisme, la désertion et toutes les autres formes de refus.

## Les effets
Au-delà des logiques et des rapports de pouvoir dégagés lors des interventions, qui ont comme caractéristiques d'être spécifiques pour chaque cas, l'analyse institutionnelle a mis en évidence des lois générales, ou effet, à l'œuvre dans les organisations et dans la société.

### Effet Al Capone
Des personnes extérieures à une institution la détournent pour l'utiliser à leur profit. Exemples : les bureaux d'étude et de conseil qui parasitent les services publics, les constructeurs d'ordinateurs qui créent une demande des entreprises et organisent leur dépendance à l'égard de leur service technique.
Du nom du célèbre gangster américain, Al Capone, qui détourna à son profit la loi sur la prohibition de l'alcool aux États-Unis et se rendit coupable de corruption d'agents de police, de magistrats et de politiciens.

### Effet Basaglia
Toute institution est productrice de marginalisation en dépit de son discours universaliste et intégrateur.
Du nom du psychiatre italien Franco Basaglia qui critiqua l'institution asilaire italienne et fonda dans les années 60 le mouvement de la psychiatrie démocratique

### Effet Weber
Toute institution tend à se complexifier avec le temps ce qui entraîne l'impossibilité d'en avoir une connaissance globale et la rend inintelligible à une grande partie de ses membres. Ceci a pour conséquence de devoir faire appel à des spécialistes qui deviennent ainsi des maîtres à penser de l'institution.
Du nom de l'économiste et sociologue allemand Max Weber considéré comme l'un des fondateurs de la sociologie. Ses interrogations portent sur les changements opérés sur la société par l'entrée dans la modernité. On lui doit notamment des analyses complexes de la bureaucratie, de l'avènement du capitalisme et du processus de rationalisation en Occident.

### Effet Mülhmann
Lorsque le souffle qui animait initialement un mouvement se tarit, ledit mouvement n’atteint pas son but et finit par s’institutionnaliser. L'organisation (la structure) prend alors le pas sur le mouvement : la survie, le fonctionnement et le développement de l'organisation en deviennent le but.
Du nom du sociologue, éthnologue et anthropologue allemand Wilhelm E. Mülhmann.

### Effet Lukács
Au fur et à mesure qu'une science se développe et se formalise, elle oublie et gomme les conditions sociales et intellectuelles de sa naissance et de son développement pour se présenter dans sa pureté théorique, au-dessus des contingences.
Du nom du philosophe marxiste et sociologue hongrois Georg Lukács. Précurseur des études sociologiques sur la littérature romanesque, il a su adopter une perspective qui replace l'œuvre d'art dans son contexte social et historique qu'il s'efforce de reconstituer et d'analyser. Dans Histoire et conscience de classe il développe l'idée que l'idéologie est en réalité une projection de la conscience de classe de la bourgeoisie qui fonctionne pour empêcher le prolétariat d'atteindre une conscience réelle de sa position sur le plan politique et révolutionnaire. L'idéologie détermine la forme d'objectivité, ainsi que la structure de la connaissance elle-même.

### Effet Heisenberg
Toute production intellectuelle tend à se détacher de son producteur et à se présenter comme neutre et objective.
Du nom du physicien allemand Werner Karl Heisenberg, l'un des fondateurs de la mécanique quantique. Ce n'est pas au célèbre principe d'incertitude que cet effet fait référence mais plutôt au principe d'interaction quantique (donc plus proche du chat de Schrödinger). Le praticien de l'analyse sociale ne peut rester en dehors de son objet d'étude. Son action a une influence sur les phénomènes observés et analysés, ainsi que sur la construction du modèle explicatif. C'est pour cela que l'analyse institutionnelle propose d'analyser l'implication de l'intervenant.

### Effet Masoch
Toute personne ou groupe qui nie sa position dans une institution renforce sa position. En brouillant les repères et en empêchant ainsi le décodage de l'institué, un individu ou un groupe rend plus difficile la contestation du rapport de pouvoir.
Une direction qui affirme qu'elle a peu de pouvoir, une équipe de logistique qui dit n'exécuter que des ordres, un auteur à succès qui se présente comme un rebelle vis-à-vis de la société etc., sont d'habiles manipulateurs masquant leur stratégie de pouvoir pour mieux la mener.
Du nom de l'historien et écrivain Leopold von Sacher-Masoch. C'est en référence à son œuvre que le psychiatre austro-hongrois Richard von Krafft-Ebing introduira le mot « masochisme » dans son étude des perversion sexuelles intitulée Psychopathia Sexualis.

### Effet Goody
Hypertrophie de certaines notions isolées de leur contexte épistémique, rigidification des problématiques ou des distinctions heuristiques, méconnaissance des évolutions de la réflexion.
Du nom de l'anthropologue britannique John Rankine Goody, dit Jack Goody.

### Effet Lapassade
Plus le système est verrouillé, plus ses acteurs inventent des techniques pour en détourner le fonctionnement.
Du nom du sociologue français Georges Lapassade, père de l'analyse institutionnelle en sociologie et auteur de nombreuses actions et analyses internes au sein de l'université Paris 8.

### Effet Barbier
Une manière de disqualifier une personne ou un groupe est de l’ignorer totalement, voire de le faire disparaître.
Du nom du sociologue français René Barbier.

### Effet Lefebvre
Concentration du pouvoir social dans une population de plus en plus réduite.
Du nom du sociologue français Henri Lefebvre.

### Effet Guizot
Rapport entre la compétence des institutions scientifiques et la conjoncture politique et sociale.
Du nom de l'historien et homme politique français François Guizot.

### Effet chaud et froid
Alternance au sein d'un groupe de périodes chaudes, porteuses de dialogue, de participation et d’effervescence qui favorisent sa réinstitutionnalisation, et de périodes froides qui nécessitent la négociation interne pour le changement social.

## Quelques auteurs

### Georges Lapassade
Ce dernier, agrégé de philosophie, se formant à la psychosociologie, à la sociologie, à la dynamique des groupes, participe à divers mouvements marxistes (autour de la revue Arguments, autour du groupe et de la revue Socialisme ou barbarie). Activiste autogestionnaire, il s'engage dans la pédagogie. C'est ainsi qu'il est amené à rencontrer Fernand Oury et Raymond Fonvieille lorsqu'ils sont en train de fonder une pédagogie institutionnelle bientôt duelle.
Le projet général de Lapassade est avant tout politique : changer la société. Notre société se bureaucratise, les choix et les décisions tendent à échapper à l'individu, raptés par le système bureaucratique. L'individu devient de plus en plus aliéné à ce système, de plus en plus hétéronome. On perçoit ici l'influence de Cornelius Castoriadis qui a développé l'opposition entre autonomie (la législation ou la régulation par soi-même) et hétéronomie (la législation ou la régulation par un autre) dans une série de textes publiés dans la revue Socialisme ou barbarie (repris plus tard dans son livre L'institution imaginaire de la société).
Avec René Lourau, il va alors créer et théoriser un mode d'analyse sociale qui est en même temps une technique d'intervention : l'analyse institutionnelle.

### René Lourau
Dans L'analyse institutionnelle, sa thèse d'État, R. Lourau redonne au concept d'institution sa qualité dynamique en s'appuyant sur la dialectique hégélienne (universalité, particularité, singularité). L'institution est définie par le mouvement dialectique de trois moments :
- L'universalité, qui en est l'unité positive… « c'est dans ce moment que le concept est pleinement vrai, c'est-à-dire vrai abstraitement, généralement. »[34].
- La particularité, qui est la négation du moment précédent, de la positivité du concept. En effet, quel que soit le cas considéré, « Toute vérité générale cesse de l'être pleinement dès qu'elle s'incarne, s'applique dans des conditions particulières, circonstancielles… » R. Lourau, L'analyse institutionnelle[34].
- La singularité, la négation de la négation, le moment de l'unité négative, qui consiste en des formes sociales par lesquelles s'incarne l'institution.

Il complète ce modèle à l'aide d'un autre, qui s'inspire de C. Castoriadis, et qui fait jouer trois autres moments : l'institué, l'instituant et l'institutionnalisation. Ces trois termes sont présents dans les textes que ce dernier a publié dans Socialisme et barbarie, mais c'est R. Lourau qui va les préciser et les articuler. Par ailleurs, l'accent va être mis sur le moment de l'institutionnalisation, qui reste secondaire par rapport aux deux autres chez C. Castoriadis (chez lequel, d'ailleurs, aucun des trois termes n'est central). L'institué, qui englobe tout ce qui est établi, lois, comme allant-de-soi, correspond au moment de l'universalité. L'instituant (en fait une multitude de forces instituantes) qui est ce qui met l'institué en tension, le nie, le remet en cause, correspond au moment de la particularité. Des processus d'institutionnalisation par lesquels la contradiction entre l'institué et l'instituant est résolue, ce qui correspond au moment de la singularité. L'institué peut assimiler une partie de l'instituant, c'est-à-dire qu'il se modifie dans ce sens. Une partie de la tension entre les deux disparaît donc. Une autre partie n'est pas prise dans ces processus d'institutionnalisation, la tension se maintient alors. La nouvelle forme de l'institué peut générer de nouvelles formes d'instituant.
Enfin, à la suite d'une analyse du texte de S. Freud « Psychologie des foules et analyse du Moi », R. Lourau détermine trois types de déviances qui finiront par être considérées comme une troisième triade dialectique constituant le concept d'institution :
- Idéologique, «…qui émet des doutes sur les finalités, la stratégie générale de l'organisation… »[34],
- Libidinal, «...qui occupe une trop grande place dans la structure libidinale du groupe, et jette le doute, par sa seule présence, sur le sérieux de l'idéologie ou de l'organisation. »[34],
- Organisationnel, «...qui attaque de front -et non plus par l'intermédiaire de désaccords théoriques ou de comportements physiques anxiogènes- le point où se rencontrent les problèmes les plus pratiques et matériels, d'une part et, d'autre part, les questions les plus théoriques : l'organisation. »[34].

## L'émergence de la sociologie d'intervention: à propos des relations entre socianalyse et analyse institutionnelle
Dans son ouvrage Groupes, organisations, institutions, 1re édition, Presses universitaires de la Sorbonne, Paris, 1965, 5e éd. préfacée par R. Hess, Anthropos, 2006, Georges Lapassade mentionne dans une note de bas de page qu’il a « emprunté » le terme « socianalyse » à Jacques & Maria Van Bockstaele (« Note préliminaire sur la socianalyse», dans Bulletin de psychologie, XII, 6-9 (1959), p. 277-290). Il le réaffirme dans son ouvrage ultérieur Socianalyse et Potentiel humain, Gauthier-Villars, Paris, 1975, où il écrit (p. 6) : « Nous appelons socianalyse, c’est un terme emprunté (note 14), une intervention conduite avec les concepts et hypothèses de l’analyse institutionnelle »(italiques dans le texte).
Voici la reproduction intégrale du texte de la note 14 en bas de page 6 dans cet ouvrage de G. Lapassade (des précisions ajoutées sont en italique entre parenthèses) :
« Ce terme : la socianalyse a été produit par Jacques et Maria Van Bockstaele en 1956. Il a été repris par le courant sociologique de l’actuel mouvement institutionnaliste pour désigner l’analyse institutionnelle en situation d’intervention.
Cf. J. et M. van Bockstaele : «Une méthode de traitement des problèmes de groupes : la socianalyse », Cahiers d'études et de recherches, Paris, Sorbonne, mars 1960, (p. 17-36) ; J. et M. van Bockstaele, C. M. Barrot (Colette) et Cl. Magny : «Quelques conditions d'une intervention de type analytique en sociologie », L'année sociologique, 1963, (p. 238-262) ; J. et M. van Bockstaele, C. Barrot, J. Malpos (Jacques Malbos) et P. Schein, « Nouvelles observations sur la définition de la socianalyse », L'année sociologique, 1968, (p. 279-295). Ce dernier article contient les informations indispensables pour la genèse du concept de la socianalyse. »
— Georges Lapassade, Socianalyse et Potentiel humain, Gauthier-Villars repris par Dunod, Paris, 1975
En introduction de son ouvrage Socianalyse et Potentiel humain (1975), G. Lapassade affiche d'entrée de jeu sa position critique à l'égard du « parolisme », qu'il définit comme « l'attitude analytique construite à partir d'une parole sociale, d'un discours ». Cette critique du parolisme s'appuie directement sur l'œuvre du psychanalyste Wilhelm Reich. Pour G. Lapassade, « l'apport fondamental de Reich, c'est l'analyse bio-énergétique, fondée entre 1933 et 1940, reprise et développée ensuite par ses élèves, puis adaptée et diffusée en masse, dans un autre contexte, celui des groupes de rencontre. Reich, c'est la rupture avec l'analyse de la parole, au bénéfice d'un travail thérapeutique articulé sur le corps et l'expression directe des émotions » (1975, p. 2).
Au regard de la rupture avec la conception freudienne de l'analyse qui s'annonce chez Reich dès 1927 avec la publication de La fonction de l'orgasme, la critique du parolisme offre un caractère réducteur. La divergence technique majeure entre Reich et Freud ne concerne pas, comme l'écrit Lapassade (1975, p. 4), le renoncement à « Tout dire ». En psychanalyse, la dissidence du disciple bien-aimé vis-à-vis du maître fondateur porte en réalité avant tout sur l'introduction délibérée, voire « sauvage », de l'acting out (passage à l'acte) dans la formulation de la règle fondamentale (association libre sans omission et interdiction du passage à l'acte). Ce choix technique princeps de Reich en faveur de l'acting out est partagé par Lapassade pour des raisons multiples, notamment idéologiques et politiques. De fait, ce dernier emprunte largement ces mêmes principes d'acting out pour fonder l'analyse institutionnelle ainsi que la conception de la socianalyse qu'il en dérive.
La conception de la socianalyse développée par Jacques et Maria van Bockstaele se distingue radicalement de ce choix technique en faveur de l'acting out. Dans leur ouvrage récemment paru (Jacques et Maria van Bockstaele, La socianalyse : imaginer-coopter, Éditions Economica, coll. « Anthropos », Paris, 2004), les auteurs présentent un exposé détaillé des « 32 règles » ayant contribué, entre 1956 et 1976, à élaborer leur propre outil technique socianalytique. Cet outil, ou tâche diapoétique d'imagination-cooptation, ne se réfère pas à la psychanalyse freudienne. Il s'accorde néanmoins avec l'option de l'exclusion de l'acting out qui, en opposition permanente à celle de Reich, continue de caractériser la psychanalyse de Freud. En socianalyse, cette exclusion prend la forme d'un évitement systématique de l'approche directe au profit de l'introduction d'un détour qu'explicite la 32e règle (1976). Cet usage du détour protège techniquement la démarche sociologique interprétative des effets liés aux résistances qui risquent d'émerger dans l'intervention comme le constate aussi G. Lapassade dans la conduite de ses travaux ultérieurs d'analyse institutionnelle, dits d'intervention sociologique (Georges Lapassade, « L’analyse institutionnelle entre socio-histoire et socio-clinique », dans L'Homme et la Société, no 147-148, 2003).

## La pratique de l'intervention socianalytique
À ses débuts, l'analyse institutionnelle prétendait être à la fois un outil de régulation des tensions micro-sociales et de changement global de la société (autogestion).
Et bien ce projet est toujours vivant, comme l'annonçait d'ailleurs Henri Lefebvre, qui considérait que l'intervention était de loin une des voies les plus intéressantes de la sociologie. Aujourd'hui, les interventions socianalytiques se sont développées dans plusieurs secteurs, au-delà des écoles, des hôpitaux, des centres médico pédagogiques qui les avaient vus naître. Les socianalyses peuvent être brèves, ou de longue durée. Elles permettent d'analyser la dialectique à l'œuvre dans un établissement, dans une situation.
Patrice Ville mène des socianalyses dans le nucléaire français depuis 1984. Il a créé une équipe de socianalystes professionnels avec Christiane Gilon et Fabienne Fillion. Dominique Jaillon de son côté a développé le coaching socianalytique. À Paris VIII, Georges Lapassade, Rémi Hess, Benyounès, Kharouni, animent un laboratoire de recherche en analyse institutionnelle, font vivre un réseau international d'analystes institutionnels et publient une revue dont le titre montre la vitalité du mouvement: les "irrAIductibles".
Les dispositifs socianalytiques ont beaucoup évolué depuis les années 1960, et sont capables de mettre en analyse des systèmes sociaux complexes. Au début des années 2000, la socianalyse institutionnelle a inventé les réseaux socianalytiques, utilisant internet, permettant des socianalyses avec plus de 300 participants.
Collectivisation des savoirs, restitution des savoirs à l'ensemble des gens, implication des acteurs sociaux dans les affaires qui les concernent, ces partis pris de la socianalyse donnent aux dispositifs actuels une dimension politique qui réactualise en permanence le projet de départ.
La période politique qui s'ouvre, avec un mouvement social qui va dans le même sens, est l'occasion de pousser plus loin ces pratiques et les partager avec le plus grand nombre.
L’analyse institutionnelle s’intéresse à l’organisation en tant qu’institution, c’est-à-dire un ensemble de règles, de normes, de valeurs, de relations et de rapports de force. Elle part du principe que la présence de l’analyste modifie le fonctionnement même de l’institution et le comportement de ses membres. Son intervention n’est pas neutre, et ne peut pas l’être, contrairement à ce que préconisent les autres méthodes d’intervention sociologique. Lui-même doit tenir compte de son implication : quels sont ses liens institutionnels, affectifs ou économiques avec l’institution ?
L’institution est la cristallisation (institué) d’un rapport de forces (instituant) : généralement un groupe en domine un autre et l’origine de cette domination est occultée. Le rôle de l’analyste est de mettre en place un analyseur, dispositif ou événement, qui va forcer l’institution à prendre conscience de ses contradictions.

#### Ouvrages de référence
- Félix Guattari, Psychanalyse et transversalité. Essais d'analyse institutionnelle, François Maspero, 1972 (rééd. La Découverte, 2003) avec une préface de Gilles Deleuze
- René Lourau :
  - L'illusion pédagogique, EPI, 1969
  - Analyse institutionnelle et pédagogie, EPI, 1971
- Georges Lapassade, René Lourau, Clefs pour la sociologie, Seghers, 1971
- Georges Lapassade, L'analyseur et l'analyste, Gauthier Villars, 1971
- Alain Coulon, L'ethnométhodologie, PUF, 1988
- Remi Hess, Michel Autier, L'analyse institutionnelle, PUF, 1993  (ISBN 2130451950)
- Remi Hess, Voyage à Rio, sur les traces de René Lourau, Téraèdre, 2003.
- Erving Goffman, Asiles, Minuit, 1961
- Franco Basaglia, L'institution en négation, Seuil, 1970

#### Articles et revues
- Lion Murard et Michel Rostain, « Faut-il fonctionnariser la recherche en sciences sociales ? », Le Monde, 27 juillet 1977 [lire en ligne]
- L'analyse institutionnelle. Entre socio-clinique et socio-histoire, revue L'Homme et la Société, no 147, 2003
- Jacques Guigou, L'analyse institutionnelle sans son jeu, in J.Guigou, La cité des ego. L'impliqué p. 31-34. (rééd. L'Harmattan 2009).